# جف مادریگالی
جف مادریگالی (انگلیسی: Jeff Madrigali؛ زادهٔ may ۸, ۱۹۵۶ (۶۸ سال)) ورزشکار اهل ایالات متحده آمریکا است.
وی در مسابقات کشوری و بین‌المللی در مجموع برندهٔ ۱ مدال برنز شده‌است.